# ناتاليا سانشيز (نبالة)
ناتاليا سانشيز (بالإسبانية: Natalia Sánchez Echeverri)‏ هي نبالة كولومبية، ولدت في 20 مايو 1983.

## وصلات خارجية
- ناتاليا سانشيز على موقع الاتحاد الدولي للرماية بالسهام (الإنجليزية)
- ناتاليا سانشيز على موقع أوليمبيديا (الإنجليزية)